# American Journal of Mathematics
«American Journal of Mathematics» («Американский журнал математики») — математический журнал в США, публикующийся раз в два месяца издательством Johns Hopkins University Press. Был основан в 1878 году.
Сейчас это старейший математический журнал в Западном полушарии, продолжающий регулярно выпускаться. Журнал заслужил свою репутацию, одним из первых публикуя свежие математические исследования. Он не специализируется на какой-то одной теме, публикуя статьи по всем областям современной математики.